# アイシュテッテン
アイシュテッテン (ドイツ語: Aystetten) は、ドイツ連邦共和国バイエルン州シュヴァーベン行政管区のアウクスブルク郡に属す町村（以下、本項では便宜上「町」と記述する）である。

## 地理
この町はアウクスブルク地域に位置している。この町は、アイシュテッテンとルイーゼンルーの2つのゲマインデタイル（地理上の地区）を含む単独のゲマルクング（行政/統計上の管区）アイシュテッテンからなる。

## 歴史

### 19世紀まで

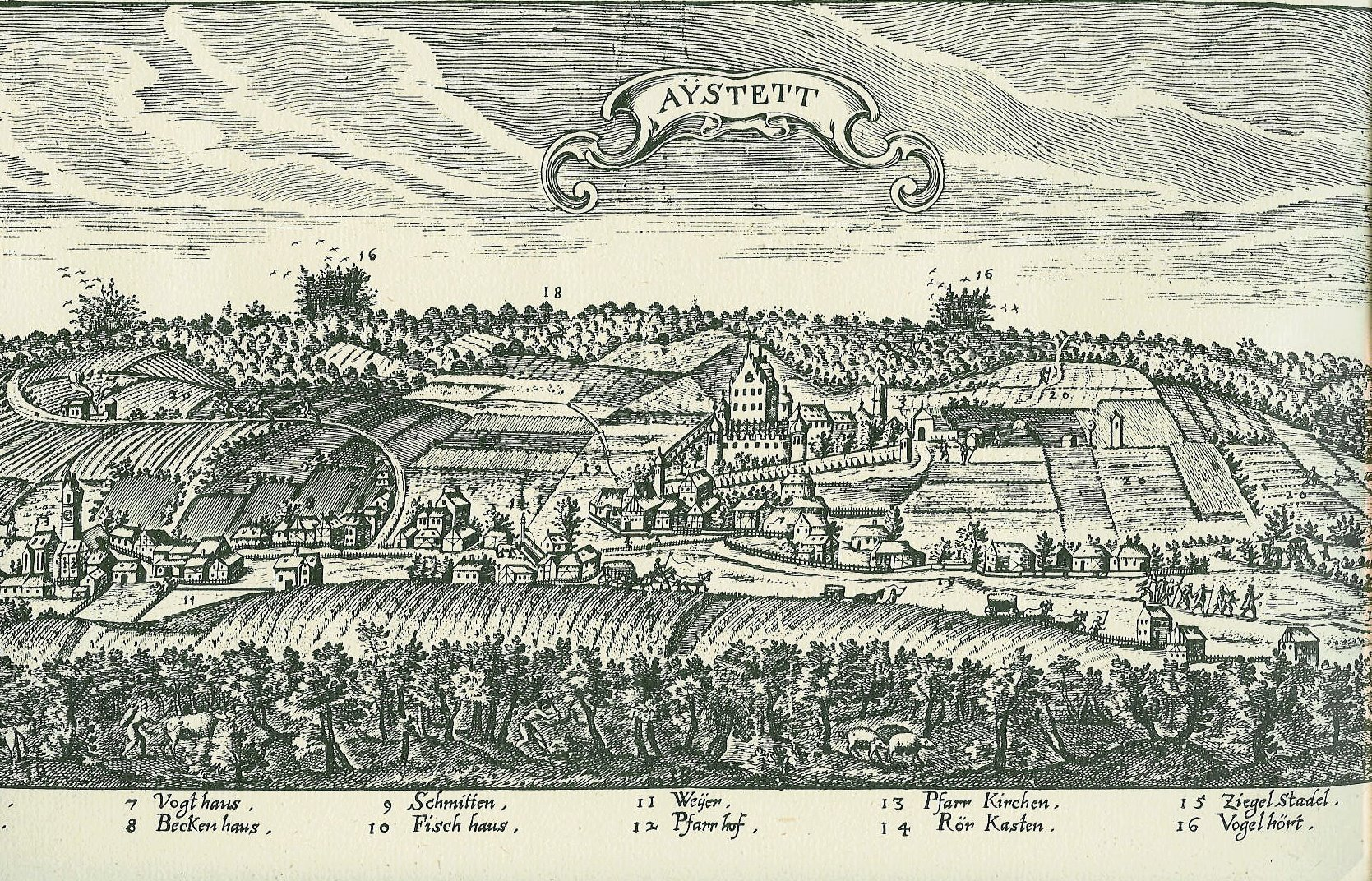
1620年にラファエル・クストスによって描かれたアイシュテッテン

この集落は、中世後期のいわゆる開墾時代に建設された。ライツェンシュタイン＝レキシコンは1195年に Aichstetin として記述している。この地名は、オーク (ドイツ語: Eich) の森の中あるいは森に面した居住地を意味している。史料には、1424年に Eystetenb の城館と集落がアウクスブルク司教のレーエンとして記述されている。最初にこのレーエンを授けられたのはランゲンマンテル・フォン・ラーダウ家であった。1487年頃に土地所有者はアウクスブルクの貴族家エッゲンベルク家とヘルヴァルト家に代わった。1545年に村と城は聖十字架修道院領となり、1582年にアントン・フッガーがこれを取得し、1615年にフレッケンハイマー家に移譲された。三十年戦争でこの村はほぼ完全に破壊され、1693年に新たな土地領主レオンハルト・カール・ズルツァーによって城館が再建された。1718年にフランツ・オクタヴィアン・ランゲンマンテルがこのレーエンを獲得したが、早くも1729年にミュンヒ男爵クリスティアンに売却した。ヴュルテンベルク出身のこの裕福な銀行家は、城館の規模を2倍に拡張し、付属の運営棟を建設し、広大な庭園を取得した。1806年のライン同盟規約によりこの村はバイエルン王国領となった。バイエルン王国の行政改革に伴う1818年の自治体令によって、現在の自治体が形成された。1858年にこの土地は、古くから続くアウクスブルクの貴族家シュテッテン家のものとなり、その子孫が現在も城館と農園を管理している。

## 住民

### 人口推移
| 年   | 人口（人） |
| ---- | ---------- |
| 1840 | 501        |
| 1672 | 471        |
| 1900 | 405        |
| 1925 | 503        |
| 1939 | 591        |
| 1950 | 1,109      |
| 1961 | 1,265      |

| 年   | 人口（人） |
| ---- | ---------- |
| 1970 | 1,900      |
| 1987 | 2,383      |
| 2011 | 2,839      |
| 2015 | 2,993      |
| 2020 | 3,016      |

## 行政

### 首長
第二次世界大戦以後の首長を以下に記す。
- 1945–1948: マルティン・ローゼンヴィルト (Martin Rosenwirth)
- 1948–1963: ゲオルク・ベツラー (Georg Bezler)
- 1963–1982: ヨーゼフ・メルトル (Josef Mörtl)
- 1982–1994: ルーパート・シュヴァルツマン (Rupert Schwarzmann)
- 1994–2008: マックス・リンドレ (Max Rindle)
- 2008年以降: ペーター・ヴェンデル (Peter Wendel)

2008年5月1日から町長を務めているペーター・ヴェンデル (FW) は、2008年3月16日の町長選挙決選投票で 60.01 % の支持票を獲得して、CSUの候補者ウルリケ・シュラインボックに勝利した。次の2014年の選挙にも勝利した。2020年3月29日の町長選挙決選投票はローラント・ヴォップマンとの間で争われ、52.3 % の票を得て（86票差であった）さらに6年の任期を獲得した。

### 議会
アイシュテッテンの町議会は、14議席の議員と町長の15人で構成されている。

### 加盟している目的連合
- シュムッタータール排水目的連合[8]
- ローダーベルクグループの水供給目的連合

### 紋章
図柄: 青地に向かって右上から左下方向の斜めに配置された金のオークの葉。向かって左上に金のオークの実。
この紋章は1982年から用いられている。

## 文化と見所

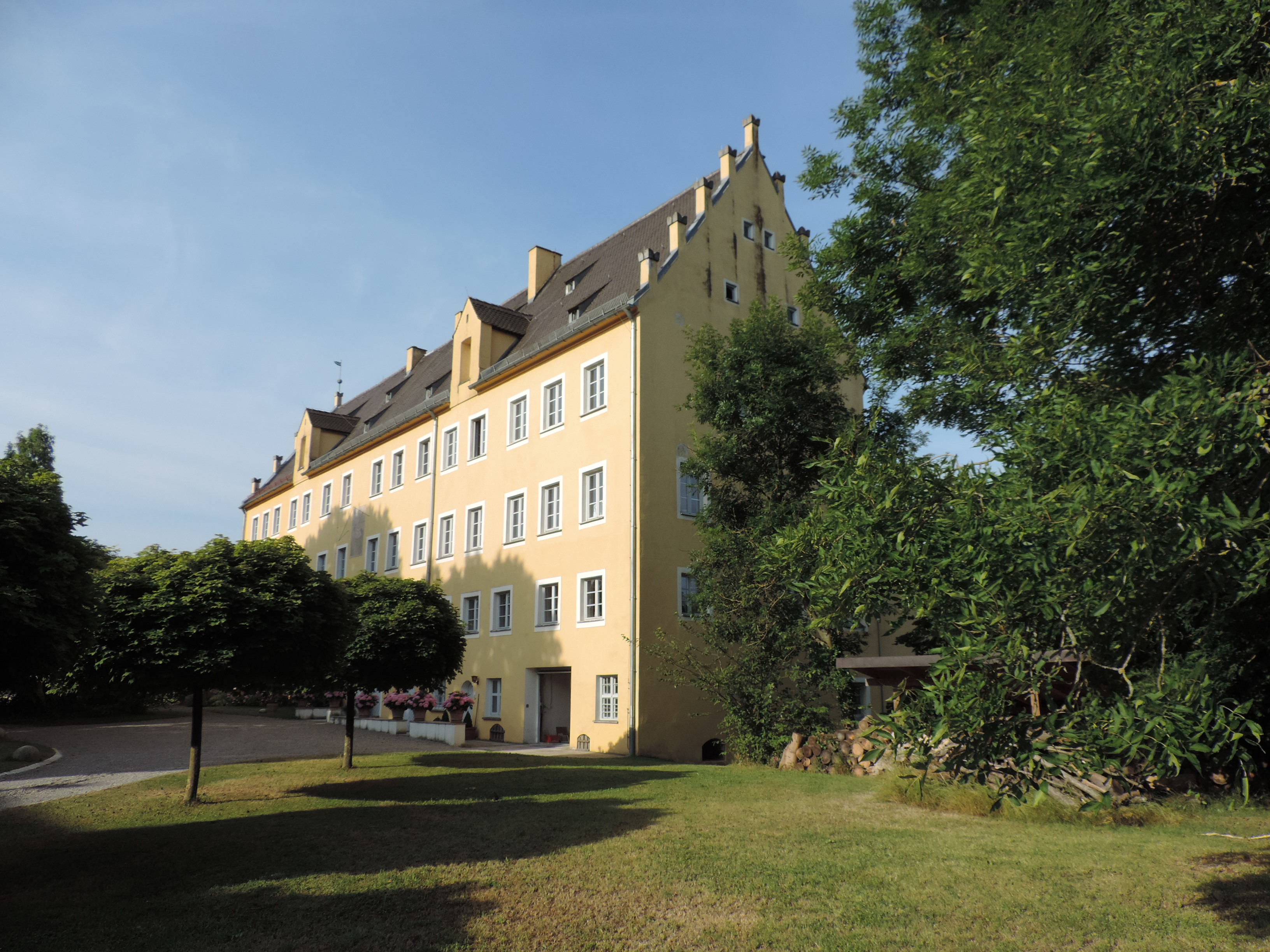
アイシュテッテン城

### 建築物
- 15世紀後期に建設された古い村の教会聖マルティン教会
- 1966年に新たに建設された聖マルティン教区教会
- 1785年建造のルイーゼンルー城
- 6世代にわたる私有の城アイシュテッテン城。「磁器の部屋」がある[10]。

### クラブ・団体
- アイシュテッテン兵士会: 1908年創設。
- SV コスモス・アイシュテッテン: サッカークラブ。1947年に創設された SV アイシュテッテンが2001年に SV コスモスと統合されたため、現在は SV コスモス・アイシュテッテンと称している[11][12]。
- JFG ローヴァルト e.V.: 2008年5月創設[13]。
  - JFG ローヴァルトは、SV コスモス・アイシュテッテン、TSV ノイゼス、TSV テーフェルティンゲン、SV オットマールスハウゼンの4つの独立したクラブのジュニア・サッカー部門の集合体である。
- アイシュテッテン音楽クラブ e.V.: 1977年12月14日創設[14]。
- アイシュテッテン・ハイキングおよび余暇クラブ e.V.: 1988年1月16日創設。
- 射撃クラブ・ヴァルデスルスト・アイシュテッテン e.V.: 1954年創設[15]。
- TC ロート＝ヴァイス・アイシュテッテン e.V.: テニスクラブ。1967年創設。
- アイシュテッテン消防団 e.V.: 1875年創設[16]。
- クナイプクラブ・アイシュテッテン e.V.: 1949年創設[17]。
- アイシュテッテン文化サークル e.V.: 1996年創設。
- アウクスブルガー・ゼンガーフロインデ e.V.: 男声合唱クラブのアウクスブルガー・ゼンガーフロインデは、アウクスブルク＝オーバーハウゼンにあるクラブで、1924年にコルピング運動から設立された。創設メンバーは、1929年にアイシュテッテンのフーベルトゥスヴェークの高台にある森沿いの土地を手に入れた。この土地は、そこに建つクラブハウスを含めて2022年に売却された[18]。
- 音楽・舞踏学校 e.V.: 1985年にアイシュテッテンで学校として発足した。現在はクラブ団体として活動している。
- アイシュテッテン城乗馬クラブ e.V.
- FC バイエルン・ミュンヘン・ファンクラブ・ローテ・ツヴェルゲ e.V.: 2010年創設[19]。

## 経済と社会資本

### 交通
この町には、1986年まで運営され廃線となったヴェルデン鉄道（アウクスブルク - ヴェルデン）の駅があった。廃線後は地方バスのアウクスブルク - ノイゼス - アイシュテッテン - ヴェルデン線が運行している。アウクスブルクの中心街までは約 11 km で、アウトバーンのシュトゥットガルト - ミュンヘン線（A8号線）のインターチェンジまでは 3 km である。AVV（アウクスブルク交通連盟）の500/501番の地方バスが、主要運行時には30分間隔でアウクスブルク＝オーバーハウゼン駅とこの町とを結んでいる。アウクスブルク＝オーバーハウゼン駅はシュタットバーンやレギオナルバーンに接続し、ヴェルデンへの交通もある。

### 教育
- シュネーヴァイスヒェン & ローゼンロート保育所[20]
- アイシュテッテン基礎課程学校[21]

## 関連図書
- Ruth Kankowski (1990). Aystetten. Eine Chronik. Aystetten: BBK-Verlag